# Eritrichium howardii
Eritrichium howardii là loài thực vật có hoa trong họ Mồ hôi. Loài này được (A.Gray) Rydb. mô tả khoa học đầu tiên năm 1900.